# Endu laht
Endu laht ist ein natürlicher See in der Landgemeinde Saaremaa im Kreis Saare, auf der größten estnischen Insel Saaremaa. 820 Meter vom 2,9 Hektar großen See entfernt liegt der Ort Pahapilli und 90 Meter entfernt die Ostsee. Mit einer maximalen Tiefe von 50 Zentimetern ist er sehr seicht.